# Georg Forberger
Georg Forberger (auch Sader, Villanus oder Acronius; * um 1543 in Mittweida; † nach 1604) war ein deutscher Herausgeber und Übersetzer.

## Leben
Forberger sonst Sader genannt besuchte von 1556 bis 1562 die Fürstenschule in Grimma, immatrikulierte sich in Erlangen, bevor er an der Universität Wittenberg den akademischen Grad eines Magisters erwarb. Anschließend widmete er sich an der Universität Basel und der Universität Leipzig einem medizinischen Studium, orientierte sich jedoch unter dem Einfluss des Basler Verlegers Peter Perna anders und übernahm Übersetzungsarbeiten für den Kurfürsten August von Sachsen. Dabei trat er mit Adam Bodenstein in Basel, Johannes Scultetus Montanus aus Striegau und Johann Thölde in Verbindung. Seine letzten Lebensjahre liegen im Dunkeln.
Publizistisch betätigte er sich an der Übersetzung von Geschichtswerken, den Schriften des Paracelsus und anderen alchemistischen Werken in die deutsche Sprache. Nachdem er darauf hingewiesen hatte, wie wichtig die lateinische Sprache als Grundwerkzeug der Weisheit ist, setzte er sich trotzdem dafür ein, dass die „gemeine Jugend“ Unterricht auf Deutsch erhalten solle. Damit legte er die Grundlagen für eine sich zunehmend national ausrichtende Bildung im deutschen Sprachraum.

## Werkauswahl
- Kleine Wundarznei, Basel 1579
- Denys Zachaire: Von der natürlichen Philosophia, Halle 1609
- Bernhardus Trevisanus: Antwort auf das Schreiben des Thomas von Bononia, Berlin 1733
- Vom Stein der Weisen
- Paracelsus: Opera Latine reddita, Basel, P.Perna 1575